# Laski (Łuków)
Pour les articles homonymes, voir Laski.
Laski (prononciation : [ˈlaski]) est un village polonais de la gmina de Krzywda dans le powiat de Łuków de la voïvodie de Lublin dans l'est de la Pologne.
Il se situe à environ 9 kilomètres à l'ouest de Krzywda (siège de la gmina), 24 kilomètres au sud-ouest de Łuków (siège du powiat) et 72 kilomètres au nord-ouest de Lublin (capitale de la voïvodie).
Le village comptait approximativement une population de 135 habitants en 2009.

## Histoire
De 1975 à 1998, le village est attaché administrativement à l'ancienne voïvodie de Siedlce.

Depuis 1999, il fait partie de la nouvelle voïvodie de Lublin.